# Picture Rocks (Pennsilvània)
Picture Rocks és una població dels Estats Units a l'estat de Pennsilvània. Segons el cens del 2000 tenia 693 habitants.

## Demografia
Segons el cens del 2000, Picture Rocks tenia 693 habitants, 274 habitatges, i 198 famílies. La densitat de població era de 284,6 habitants/km².
Dels 274 habitatges en un 35,4% hi vivien nens de menys de 18 anys, en un 60,2% hi vivien parelles casades, en un 9,5% dones solteres, i en un 27,4% no eren unitats familiars. En el 24,1% dels habitatges hi vivien persones soles el 13,9% de les quals corresponia a persones de 65 anys o més que vivien soles. El nombre mitjà de persones vivint en cada habitatge era de 2,53 i el nombre mitjà de persones que vivien en cada família era de 2,99.
Per edats la població es repartia de la següent manera: un 25,4% tenia menys de 18 anys, un 6,3% entre 18 i 24, un 31,5% entre 25 i 44, un 23,7% de 45 a 60 i un 13,1% 65 anys o més.
L'edat mediana era de 37 anys. Per cada 100 dones de 18 o més anys hi havia 88,7 homes.
La renda mediana per habitatge era de 36.375 $ i la renda mediana per família de 45.568 $. Els homes tenien una renda mediana de 31.103 $ mentre que les dones 21.667 $. La renda per capita de la població era de 15.402 $. Entorn del 8,5% de les famílies i l'11,4% de la població estaven per davall del llindar de pobresa.

## Poblacions més properes
El següent diagrama mostra les poblacions més properes.